# Actia philippinensis
Actia philippinensis är en tvåvingeart som beskrevs av Malloch 1930. Actia philippinensis ingår i släktet Actia och familjen parasitflugor. Inga underarter finns listade i Catalogue of Life.